# Nointel (Val-d'Oise)
Pour les articles homonymes, voir Nointel.
Nointel est une commune française située dans le département du Val-d'Oise en région d'Île-de-France.
Ses habitants sont les Nointellois.

## Géographie

### Description
Nointel est un bourg périurbain de la vallée de l'Oise dans le Val-d'Oise situé sur le flanc occidental de la forêt de Carnelle.

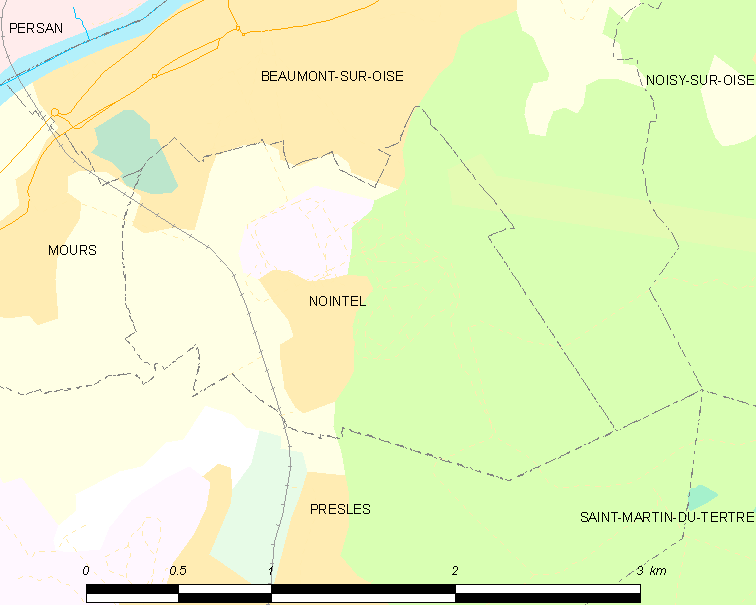
Carte de la commune.
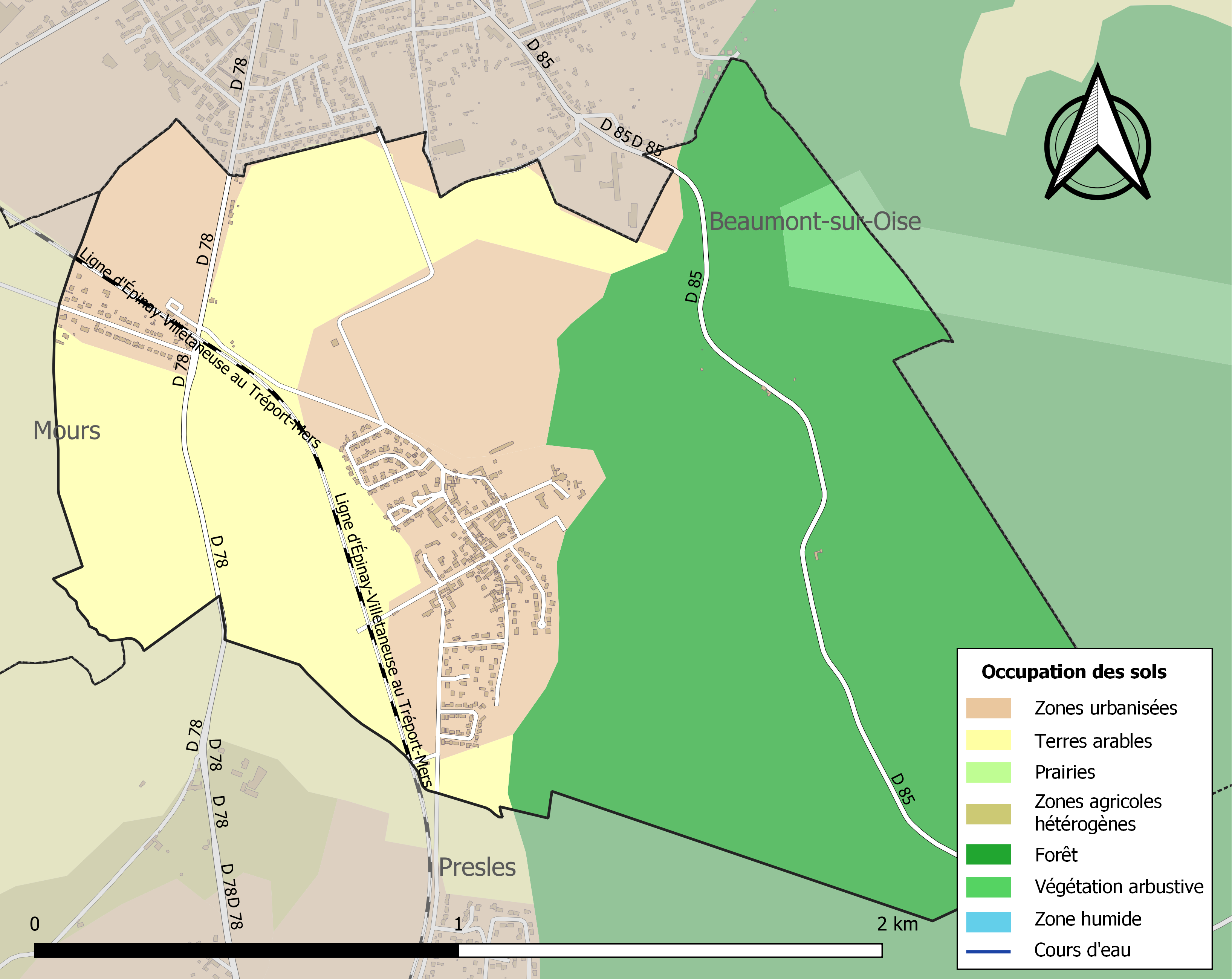
Occupation des sols

### Communes limitrophes
|       | Beaumont-sur-Oise |  |
| Mours | Nointel           |  |
|       | Presles           |  |

### Hydrographie
Un lac de 13 ha  s'étend sur les communes de Beaumont-sur-Oise, Nointel et Mours. Propriété de la  Fédération française d'études et de sports sous-marins, il est dangereux et plusieurs noyades y ont eu lieu. Son accès est interdit.

### Climat
Pour des articles plus généraux, voir Climat de l'Île-de-France et Climat du Val-d'Oise.
En 2010, le climat de la commune est de type climat océanique dégradé des plaines du Centre et du Nord, selon une étude du CNRS s'appuyant sur une série de données couvrant la période 1971-2000. En 2020, Météo-France publie une typologie des climats de la France métropolitaine dans laquelle la commune est dans une zone de transition entre le climat océanique et le climat océanique altéré et est dans la région climatique  Sud-ouest du bassin Parisien, caractérisée par une faible pluviométrie, notamment au printemps (120 à 150 mm) et un hiver froid (3,5 °C). 
Pour la période 1971-2000, la température annuelle moyenne est de 11 °C, avec une amplitude thermique annuelle de 14,9 °C. Le cumul annuel moyen de précipitations est de 696 mm, avec 9,9 jours de précipitations en janvier et 8 jours en juillet. Pour la période 1991-2020, la température moyenne annuelle observée sur la station météorologique la plus proche, située sur la commune de Pontoise à 16 km à vol d'oiseau, est de 12,5 °C et le cumul annuel moyen de précipitations est de 666,7 mm,. Pour l'avenir, les paramètres climatiques de la commune estimés pour 2050 selon différents scénarios d'émission de gaz à effet de serre sont consultables sur un site dédié publié par Météo-France en novembre 2022.

## Urbanisme

### Typologie
Au 1er janvier 2024, Nointel est catégorisée ceinture urbaine, selon la nouvelle grille communale de densité à sept niveaux définie par l'Insee en 2022.
Elle est située hors unité urbaine. Par ailleurs la commune fait partie de l'aire d'attraction de Paris, dont elle est une commune de la couronne,. Cette aire regroupe 1 929 communes,.

### Voies de communication et transports

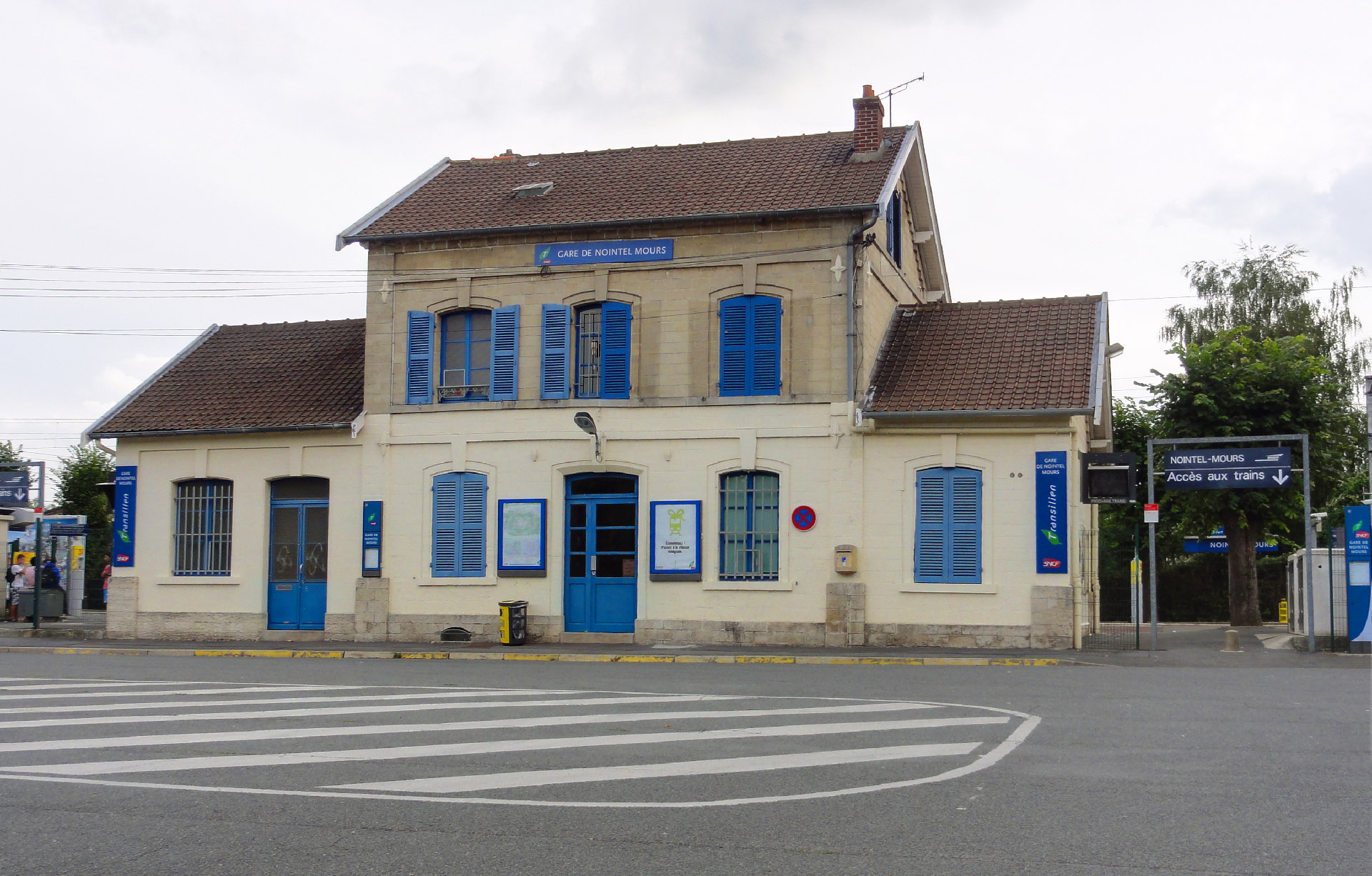
La gare de Nointel - Mours.

Nointel est aisément accessible par l'autoroute A16 (France) et les anciennes routes nationales RN 1 et RN 322  (actuelles RD 301 et 922), et se trouve à 30 km au nord de Paris, 17 km aunord-est de Pontoise et à 37 km au sud-est de Beauvais.
Nointel est desservie par la gare de Nointel - Mours située sur la ligne d'Épinay - Villetaneuse au Tréport - Mers, et desservie par les trains de la ligne H du Transilien de la relation Paris Nord - Persan - Beaumont par Montsoult.

## Toponymie
La localité s'appelait autrefois Nucistella en 1153, Noiatellum en 1222.
Le nom « Nointel » provient d'un terme celtique qui signifie « la croisée des chemins »[réf. nécessaire]. Son nom sera définitif au XVIIe siècle.

## Histoire
Son histoire remonte au XIe siècle. Sa seigneurie était constituée de quatre fiefs qui sont réunis par Yves, comte de Beaumont.
Jean de Turmenyes, chevalier de l'Ordre du roi et garde du Trésor Royal, fait ériger le château de Nointel entre le XVIIe  et le  XVIIIe siècle.

## Politique et administration

### Rattachements administratifs et électoraux

#### Rattachements administratifs
Antérieurement à la loi du 10 juillet 1964, la commune faisait partie du département de Seine-et-Oise. La réorganisation de la région parisienne en 1964 fit que la commune appartient désormais au département du Val-d'Oise et à son arrondissement de Pontoise après un transfert administratif effectif au 1er janvier 1968.
Elle faisait partie de 1801 à 1967 du canton de L'Isle-Adam de Seine-et-Oise. Lors de la mise en place du Val-d'Oise, la ville intègre le canton de Beaumont-sur-Oise. Dans le cadre du redécoupage cantonal de 2014 en France, cette circonscription administrative territoriale a disparu, et le canton n'est plus qu'une circonscription électorale.
La commune fait partie du tribunal judiciaire ainsi que de celle du tribunal de commerce de Pontoise,.

#### Rattachements électoraux
Pour les élections départementales, la commune est membre depuis 2014 du canton de L'Isle-Adam
Pour l'élection des députés, elle fait partie de la première circonscription du Val-d'Oise.

### Intercommunalité
Nointel est membre de la communauté de communes du Haut Val-d'Oise, un établissement public de coopération intercommunale (EPCI) à fiscalité propre créé fin 2004 et auquel la commune a transféré un certain nombre de ses compétences, dans les conditions déterminées par le code général des collectivités territoriales.
Dans le cadre des dispositions de la loi portant nouvelle organisation territoriale de la République du 7 août 2015, qui prévoit que les établissements publics de coopération intercommunale (EPCI) à fiscalité propre doivent avoir un minimum de 15 000 habitants, cette intercommunalité a fusionné avec sa voisine pour former, le 1er janvier 2017, la communauté de communes du Haut Pays du Montreuillois dont est désormais membre la commune.

### Liste des maires
| Période                                  | Période    | Identité                      | Étiquette | Qualité                                    |
| ---------------------------------------- | ---------- | ----------------------------- | --------- | ------------------------------------------ |
| Les données manquantes sont à compléter. |            |                               |           |                                            |
| 1868                                     | 1897       | Paul Edmond Béjot             |           | Propriétaire du château et agent de change |
| 1898                                     | 1944       | Henri Jules Béjot             |           | Agent de change et propriétaire du château |
| 1946                                     | ?          | Eugène Maillochon             |           |                                            |
| ?                                        | 1964       | Jacques Marie Fauchier-Magnan |           | Agent de change et propriétaire du château |
| 1964                                     | avant 1981 | Daniel Ancellet               | DVG       | Expert Comptable                           |
| 2001                                     | 2014       | Jean-Luc Mauduit              |           |                                            |
| mars 2014                                | En cours   | Martine Legrand               |           | Réélue pour le mandat 2020-2026            |

## Population et société

### Démographie
L'évolution du nombre d'habitants est connue à travers les recensements de la population effectués dans la commune depuis 1793. Pour les communes de moins de 10 000 habitants, une enquête de recensement portant sur toute la population est réalisée tous les cinq ans, les populations de référence des années intermédiaires étant quant à elles estimées par interpolation ou extrapolation. Pour la commune, le premier recensement exhaustif entrant dans le cadre du nouveau dispositif a été réalisé en 2004.

En 2022, la commune comptait 887 habitants, en évolution de +11,99 % par rapport à 2016 (Val-d'Oise : +4 %, France hors Mayotte : +2,11 %).
| 1793 | 1800 | 1806 | 1821 | 1831 | 1836 | 1841 | 1846 | 1851 |
| ---- | ---- | ---- | ---- | ---- | ---- | ---- | ---- | ---- |
| 210  | 198  | 247  | 214  | 245  | 252  | 258  | 244  | 247  |

| 1856 | 1861 | 1866 | 1872 | 1876 | 1881 | 1886 | 1891 | 1896 |
| ---- | ---- | ---- | ---- | ---- | ---- | ---- | ---- | ---- |
| 227  | 240  | 256  | 232  | 235  | 245  | 232  | 226  | 250  |

| 1901 | 1906 | 1911 | 1921 | 1926 | 1931 | 1936 | 1946 | 1954 |
| ---- | ---- | ---- | ---- | ---- | ---- | ---- | ---- | ---- |
| 247  | 256  | 248  | 249  | 278  | 315  | 291  | 332  | 392  |

| 1962 | 1968 | 1975 | 1982 | 1990 | 1999 | 2004 | 2006 | 2009 |
| ---- | ---- | ---- | ---- | ---- | ---- | ---- | ---- | ---- |
| 398  | 429  | 508  | 471  | 782  | 754  | 714  | 718  | 731  |

| 2014 | 2019 | 2022 | - | - | - | - | - | - |
| ---- | ---- | ---- | - | - | - | - | - | - |
| 806  | 863  | 887  | - | - | - | - | - | - |

### Enseignement
Nointel est situé dans l'académie de Versailles.

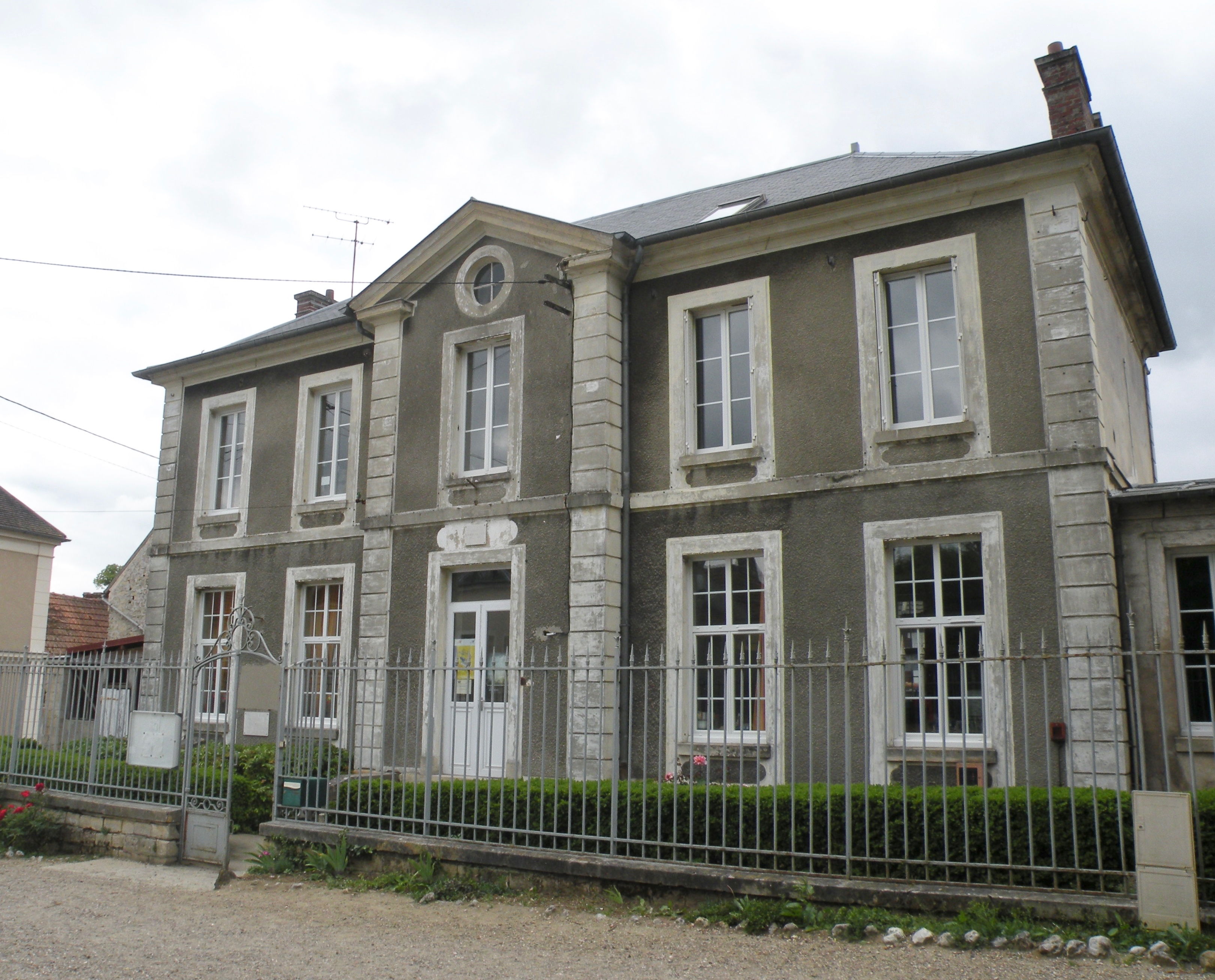
L'école.

La commune dispose de l'école élémentaire Jean II de Turmeynies.

## Culture locale et patrimoine

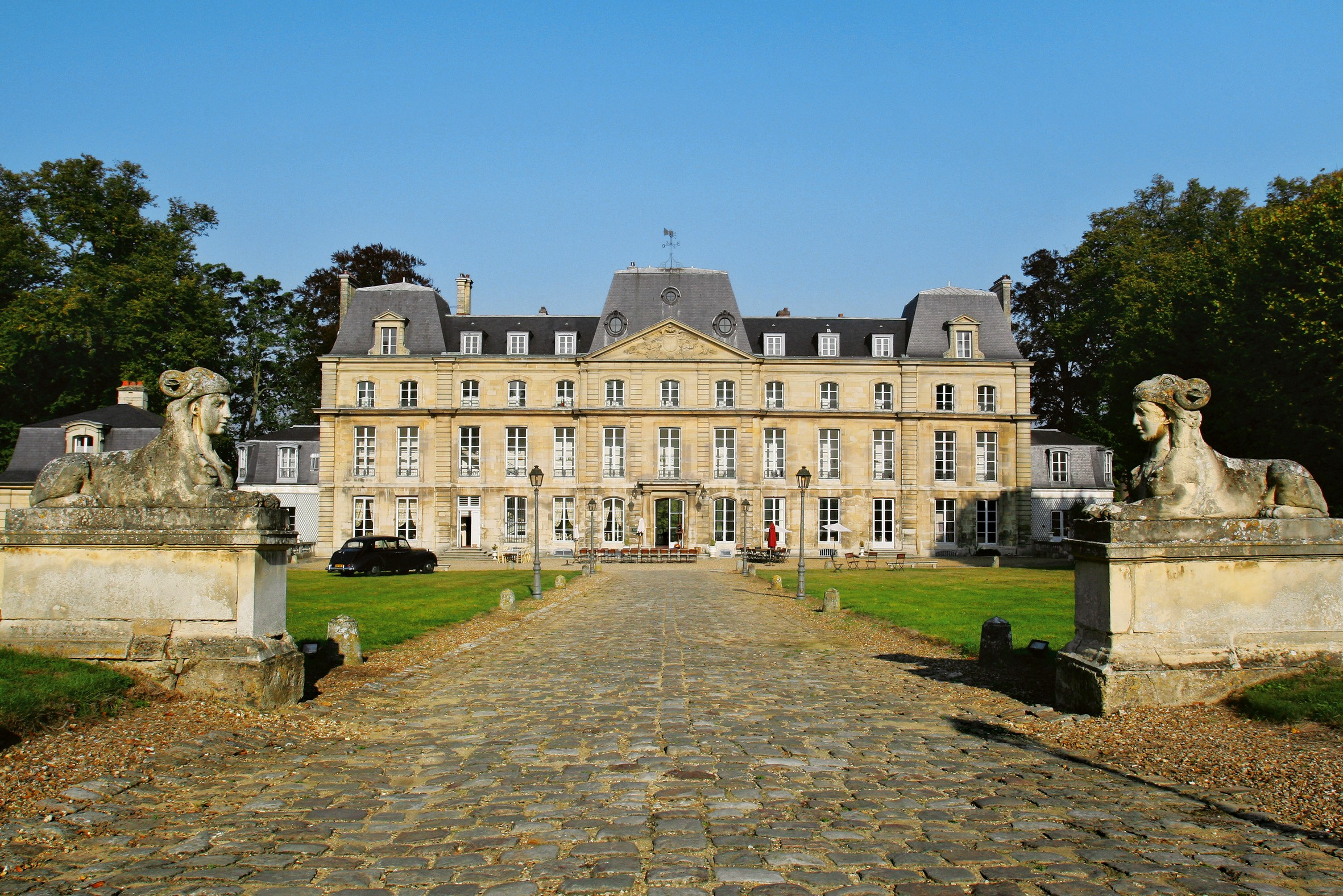
Le château de Nointel.

### Lieux et monuments
Noisy-sur-Oise compte un monument historique sur son territoire :
L'ensemble du domaine du château de Nointel est inscrit monument historique en 1992, y inclus les éléments architecturaux en dehors du périmètre du parc, à savoir les bornes devant l'entrée principale est, l'obélisque, les anciens communs et les anciennes écuries. La colonne et la Vierge avec leurs perspectives en sont toutefois exclus, tout comme l'orangerie.
Le parc du château a été classé au titre des sites naturels par arrêté du 24 mai 1945, sur la base de la loi du 2 mai 1930 relative à la protection des monuments naturels et des sites de caractère artistique, historique, scientifique, légendaire ou pittoresque.
Les éléments protégés sont les suivants :
- Le château de Nointel fut élevé en 1680 pour Jean de Turmenyes, garde du Trésor royal de Louis XIV, par un architecte élève de Jules Hardouin-Mansart. Transformé en rendez-vous de chasse par le prince de Conti en 1749, le domaine est ensuite acquis par le financier Bergeret, qui y invita Fragonard.

Le château fut remanié à la fin du XVIIIe siècle par son propriétaire, M. Ribault, qui fait surélever le bâtiment d'un étage et transformer le parc en jardin à l'anglaise. Propriété du prince Murat à partir de 1982, le palais fut transformé en Musée d'art contemporain par ce grand collectionneur qui y exposa sa collection personnelle avant d'être contraint, en 1987, pour des raisons financières, de revendre la bâtisse et son contenu,. Le château abrite aujourd'hui un complexe hôtelier voué à l'organisation de séminaires.
- Le parc du château est considéré comme l'un des plus grands parcs à l'anglaise de la région parisienne. Il possède de nombreux aménagements paysagers et architecturaux. Sont à citer notamment un grand escalier de quatre-vingts marches attribué à François Mansart ; un petit pavillon octogonal près du bassin du Mississipi de 1720 alimenté par des eaux captées en forêt de Carnelle ; des balustrades et statues sans doute de Coysevox ; vingt bassins et fontaines créés par la famille de Turmenyes. Les grilles d'entrée vers l'ouest (avenue de Verdun) et vers le sud (rue des Bohémies), ainsi que les pavillons de garde et les bornes situées sur le parterre sud et devant les écuries font également partie du patrimoine protégé[24],[27].
- La propriété « Le Domaine » au sud-est du château est issue de la transformation d'anciennes dépendances du château. Elles datent encore du petit château, lieu de résidence des seigneurs de Nointel avant la construction du château actuel, et remontent au XVIIe siècle. Dès l'achèvement du nouveau château, ces dépendances servaient à loger les domestiques et ont été maintes fois remaniées, avant de prendre l'aspect d'un manoir cossu du style néo-Renaissance en 1866. L'ancien colombier à l'est est encore bien identifiable, et les anciennes écuries subsistent au nord, le long de l'impasse Saint-Denis[28].
- L'obélisque qui fait face au château au sud-est (rue Alain-Bernier) fut dressé en ce lieu en 1932, après qu'il avait été offert en cadeau à Paul Béjot, le propriétaire du château d'alors. Il commémore la victoire de Napoléon à Wagram et a été érigé en 1809 dans le parc du château de Castille à Uzès[28],[29].

Le domaine du château
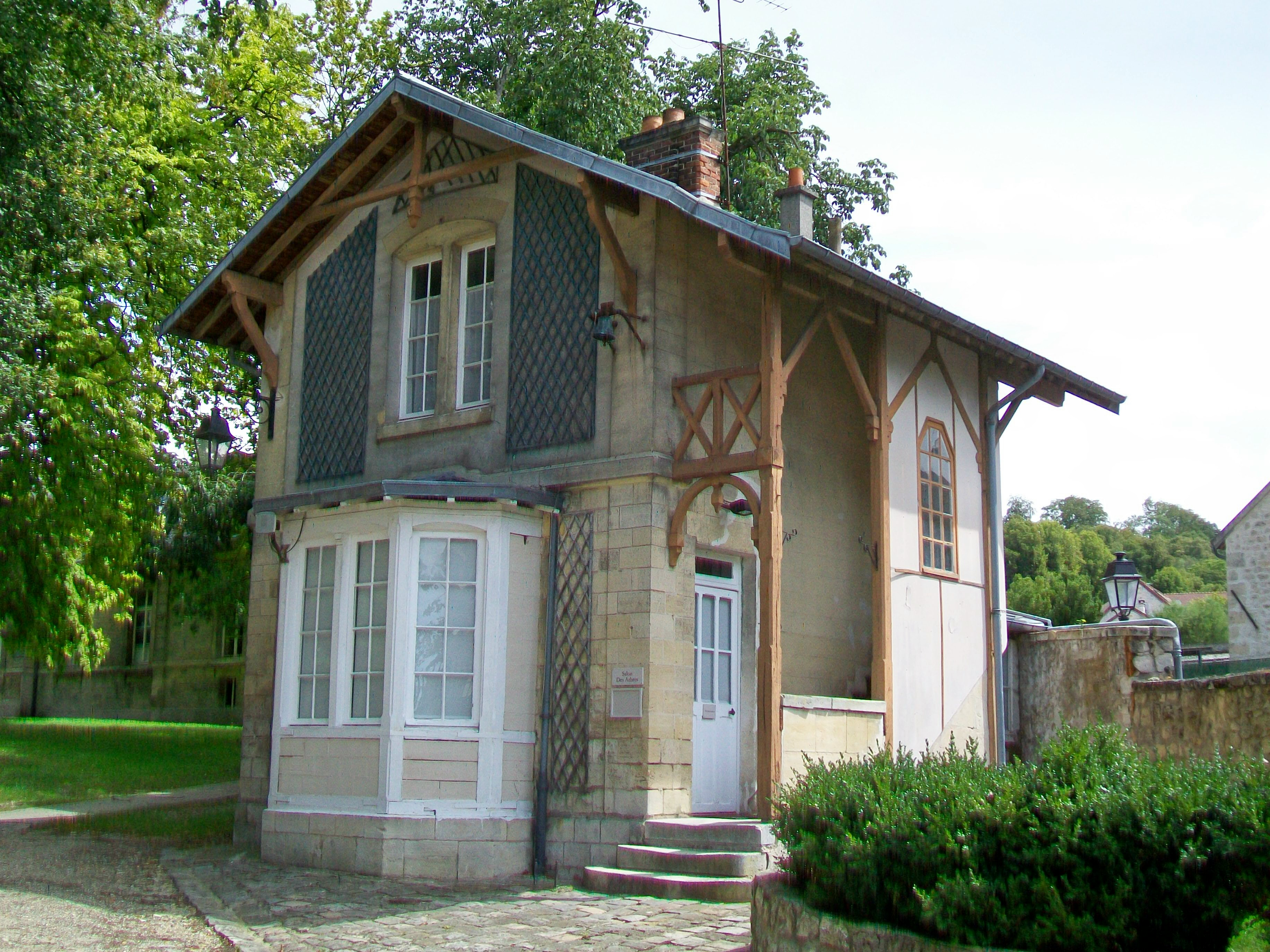
Le pavillon de garde à droite de l'entrée ouest du parc, rue des Bohémies.
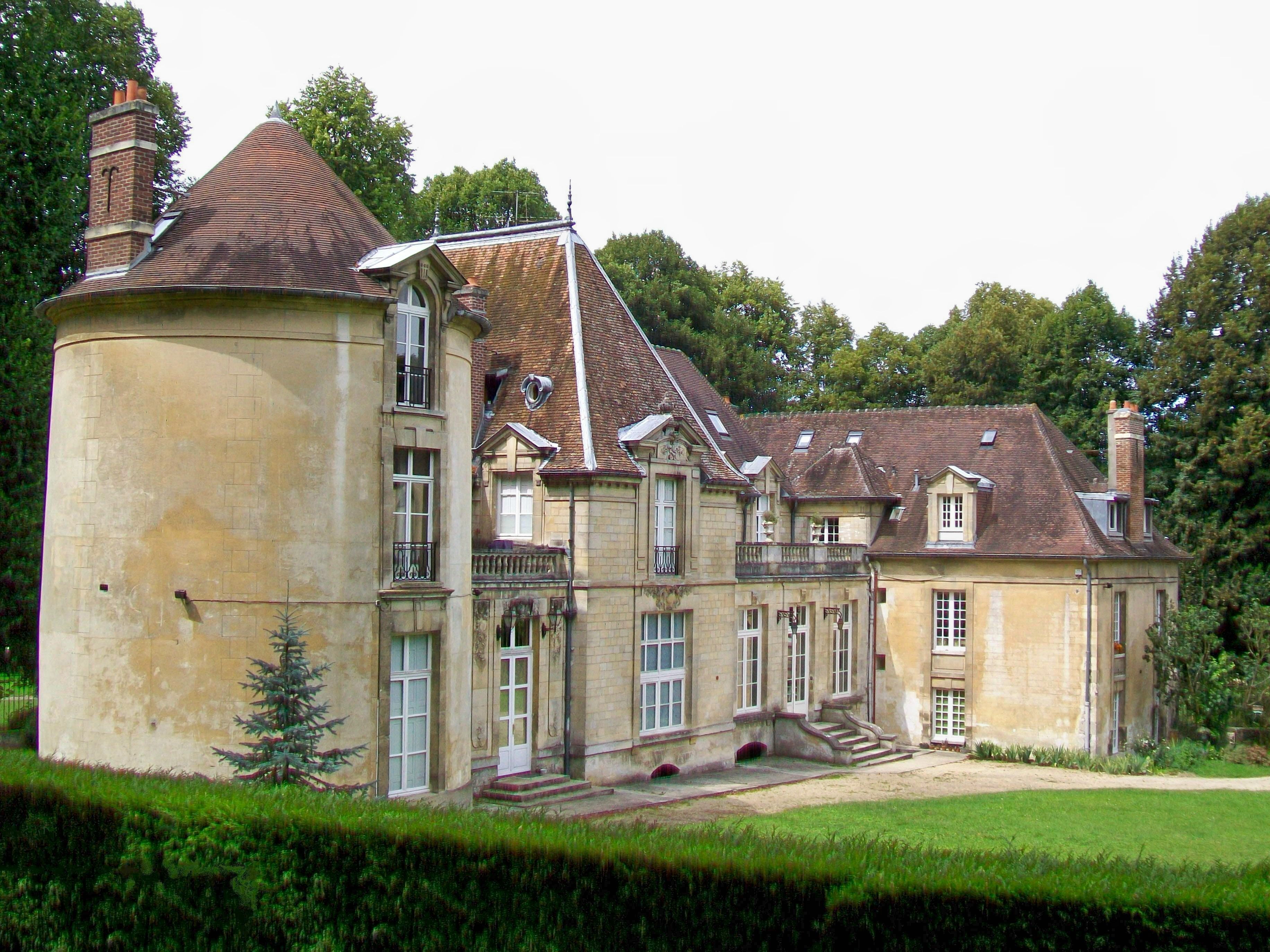
La propriété « le Domaine », issue de la transformation d'anciennes dépendances.
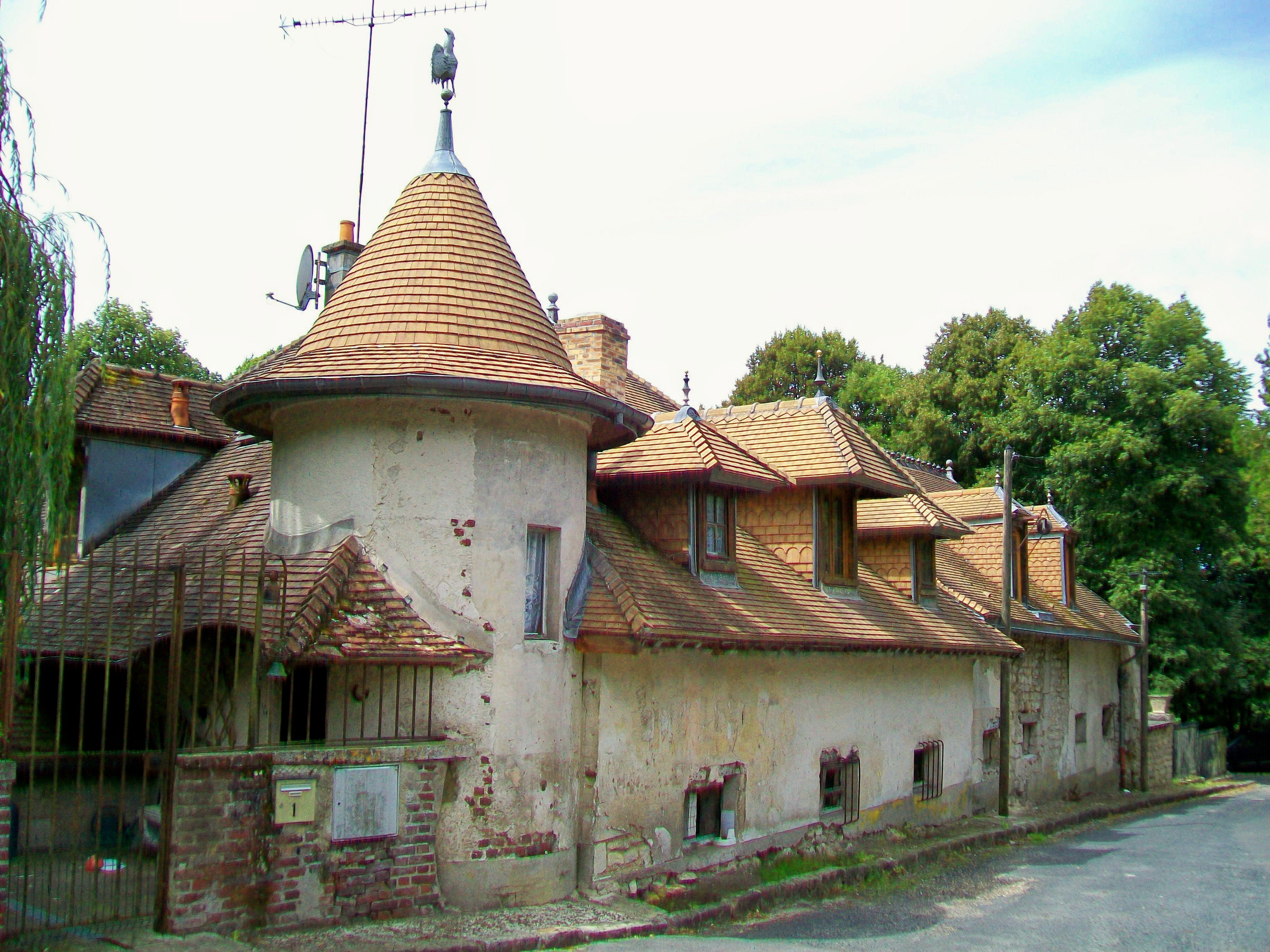
Les anciennes écuries du château, impasse Saint-Denis.
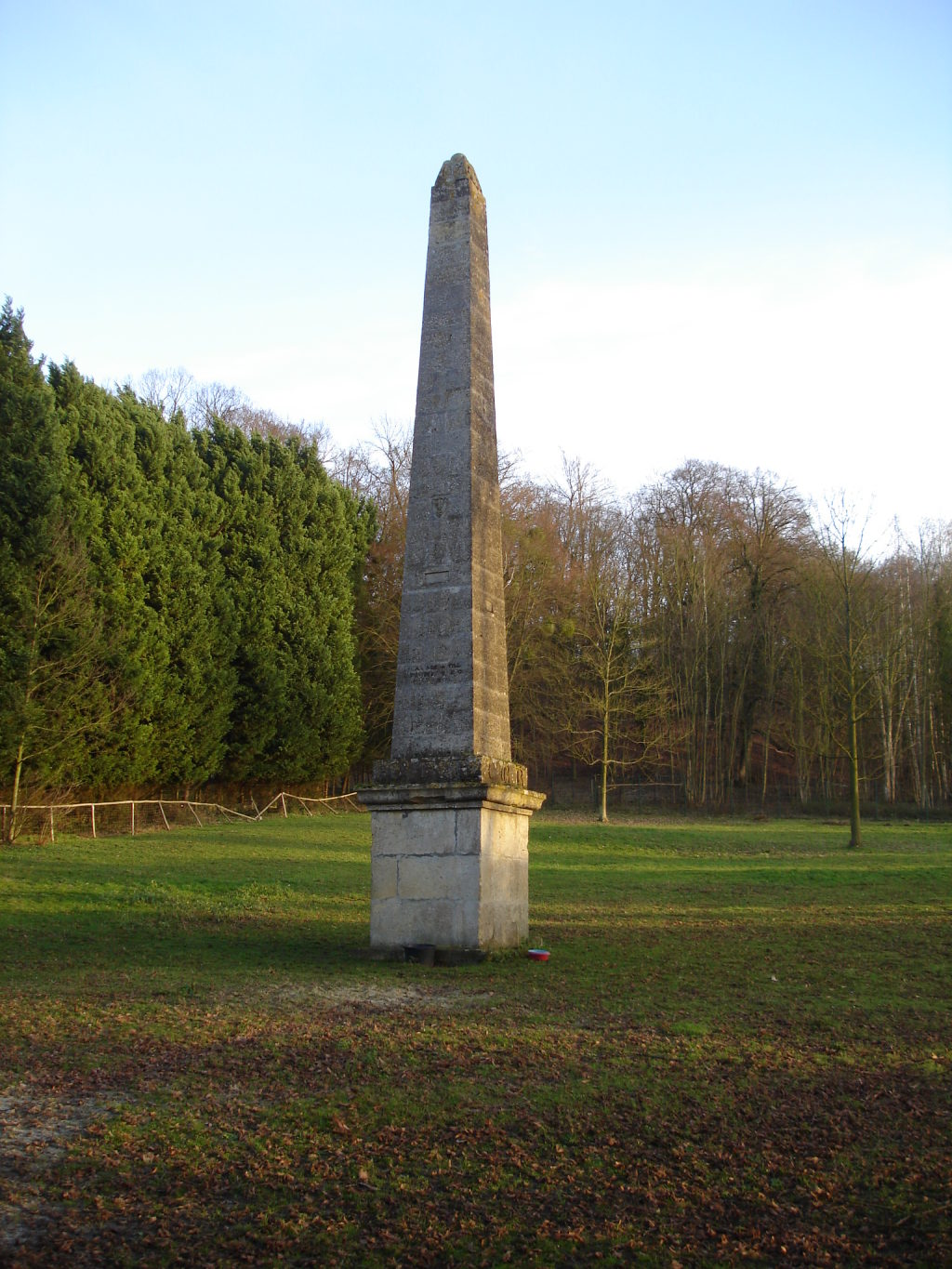
L'obélisque de 1809, rue Alain-Bernier, à l'est du château, dislocé vers ce lieu en 1932.

On peut également signaler :
- L'église Saint-Denis, avenue de Verdun

Elle remonte aux XIIe et XIIIe siècles, mais fut largement remaniée entre 1879 et 1892 par Paul Béjot, maire de 1868 à 1897 et propriétaire du château. Depuis, l'église se présente dans un style néogothique. Elle conserve des fonts baptismaux sculptés du XVIIe siècle.
- Une meule de pressoir, impasse Saint-Denis, visible dans un enclos privé à proximité de l'église

Elle date du XVIIe ou XVIIIe siècle et provient de Normandie. La meule était actionnée par la force animale et servait à écraser des fruits (des pommes en général) placés sur de la paille.
- L'ancienne orangerie du château, rue de l'Orangerie

Construite en 1871 dans un style classique, elle remplaça une orangerie plus ancienne. Situé sur un terrain appelé le clos Servoisier, elle est proche de la perspective de la colonne et de l'actuelle mairie, qui fut le logement du jardinier-chef du château. Le potager du château se trouvait à côté de l'orangerie. Après une période d'abandon, l'orangerie a été réhabilitée et sert aujourd'hui d'atelier et d'habitation à un architecte et sa famille.
- La statue de la Vierge Marie, à l'extrémité ouest de l'allée de Verdun qui part de l'église, près de la voie ferrée à l'ouest du village

Connue comme « Notre-Dame-des-Moissons », elle fut offerte par la famille Béjot le 5 juillet 1896 lors du baptême de leur fille Amélie. La Vierge regarde vers l'église et le village. Il lui manque une main, vandalisée et refaite deux fois.
- La grande colonne décorative, à l'extrémité occidentale de l'allée-perspective partant de l'entrée ouest du château, rue des Bohémies

Cette colonne provient d'Uzès, tout comme l'obélisque.
- Lavoir.

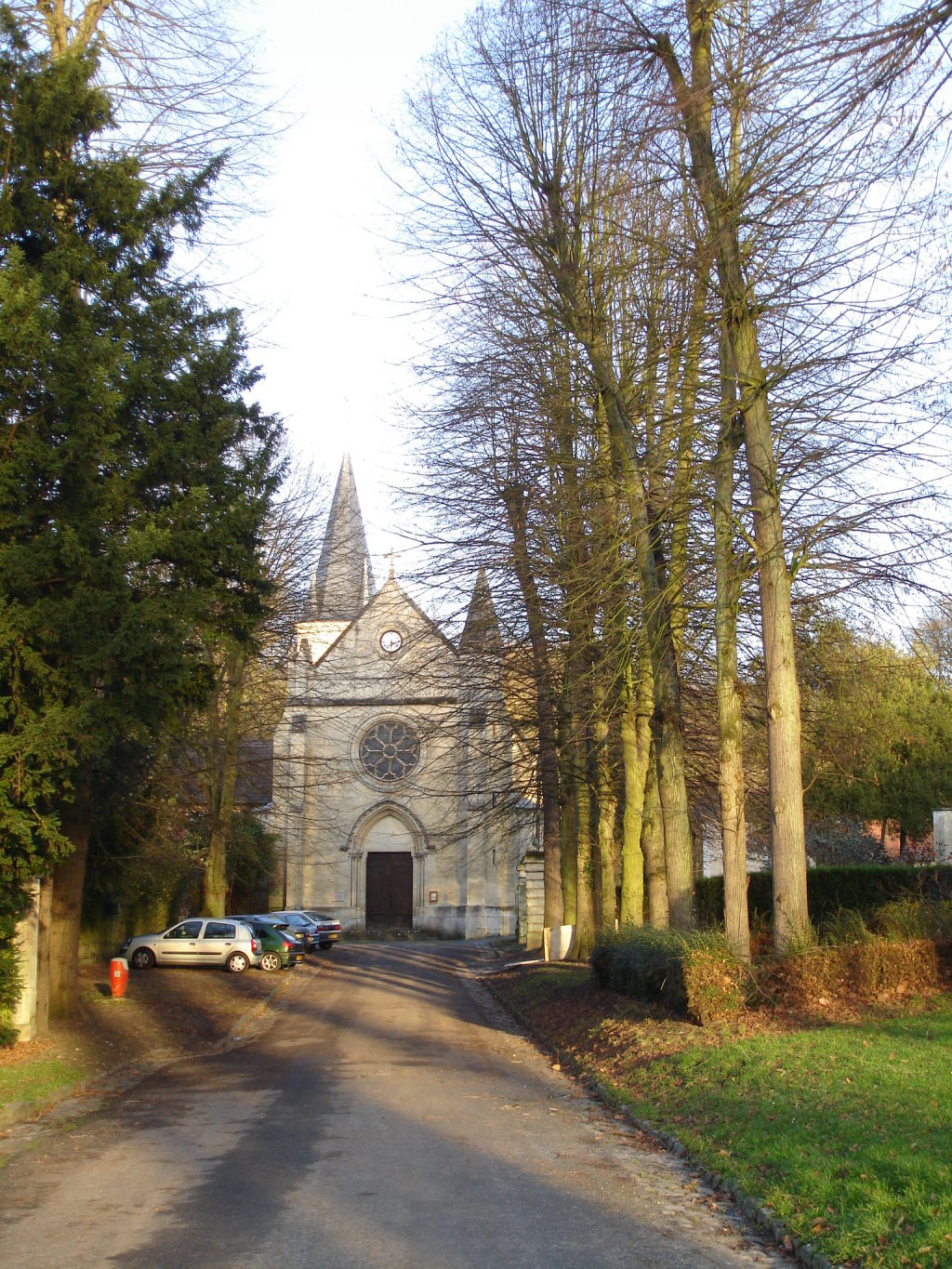
L'église néogothique Saint-Denis.
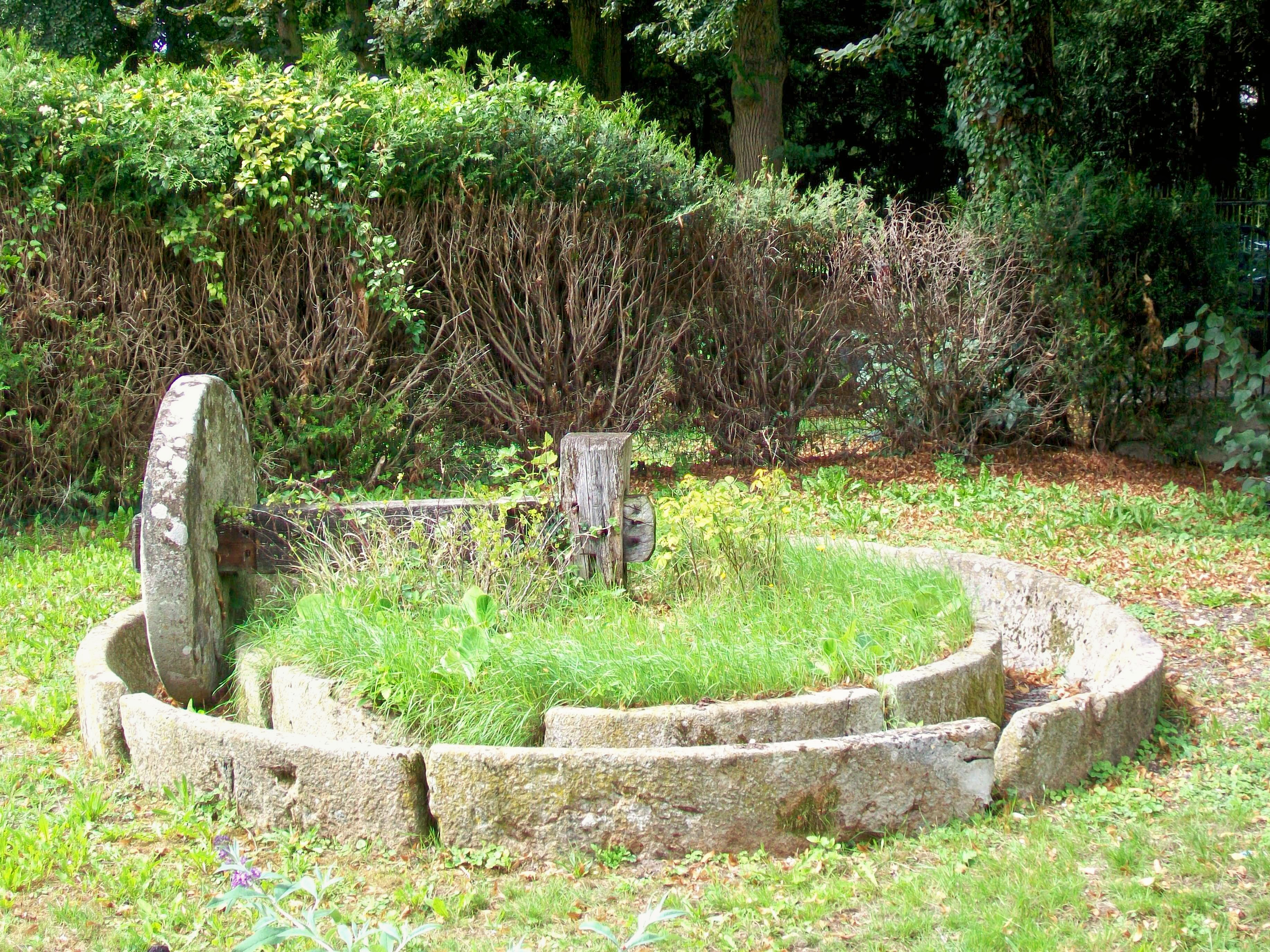
Meule de pressoir à traction animale, impasse Saint-Denis.
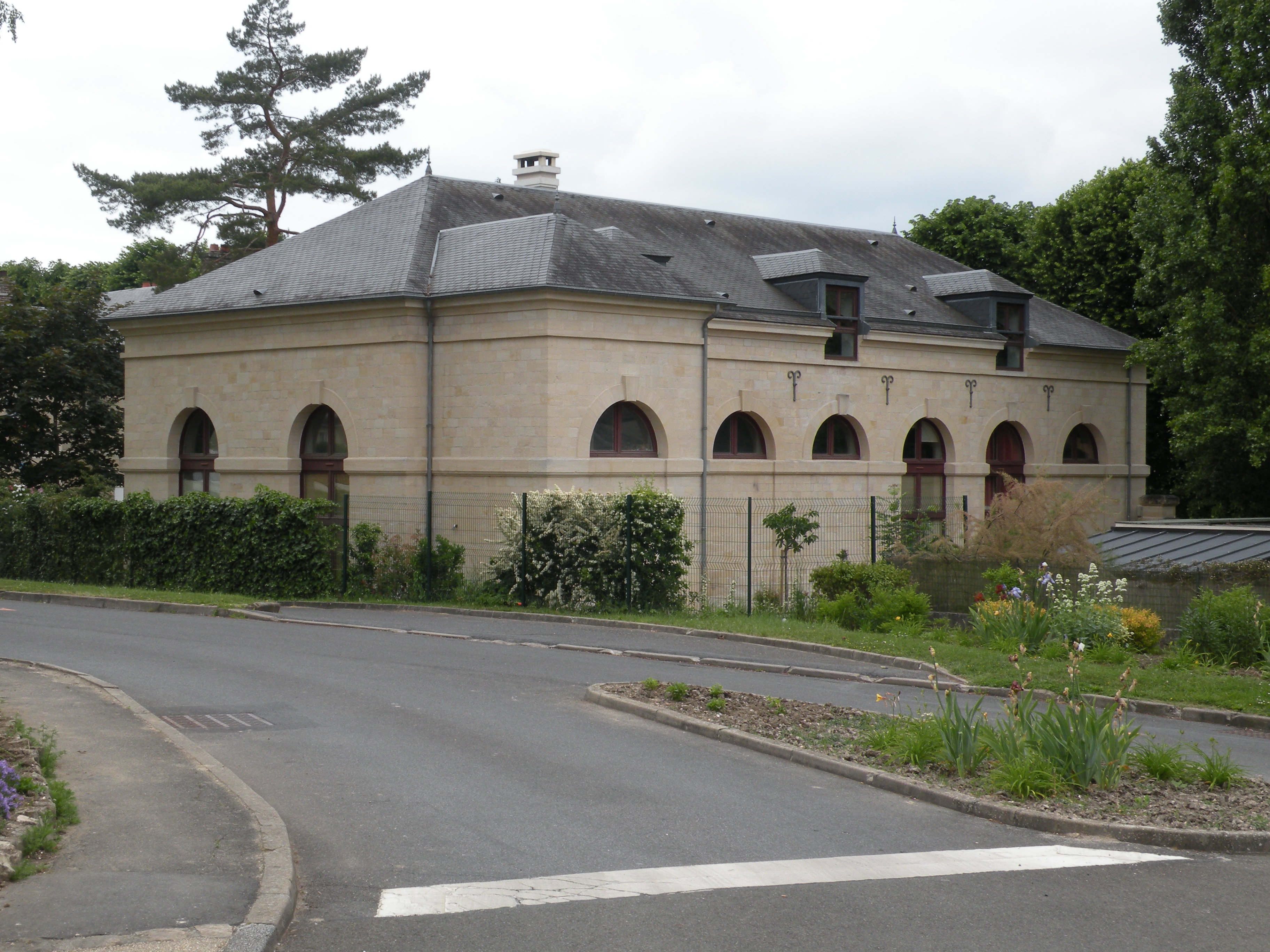
L'ancienne orangerie du château, rue de l'Orangerie.
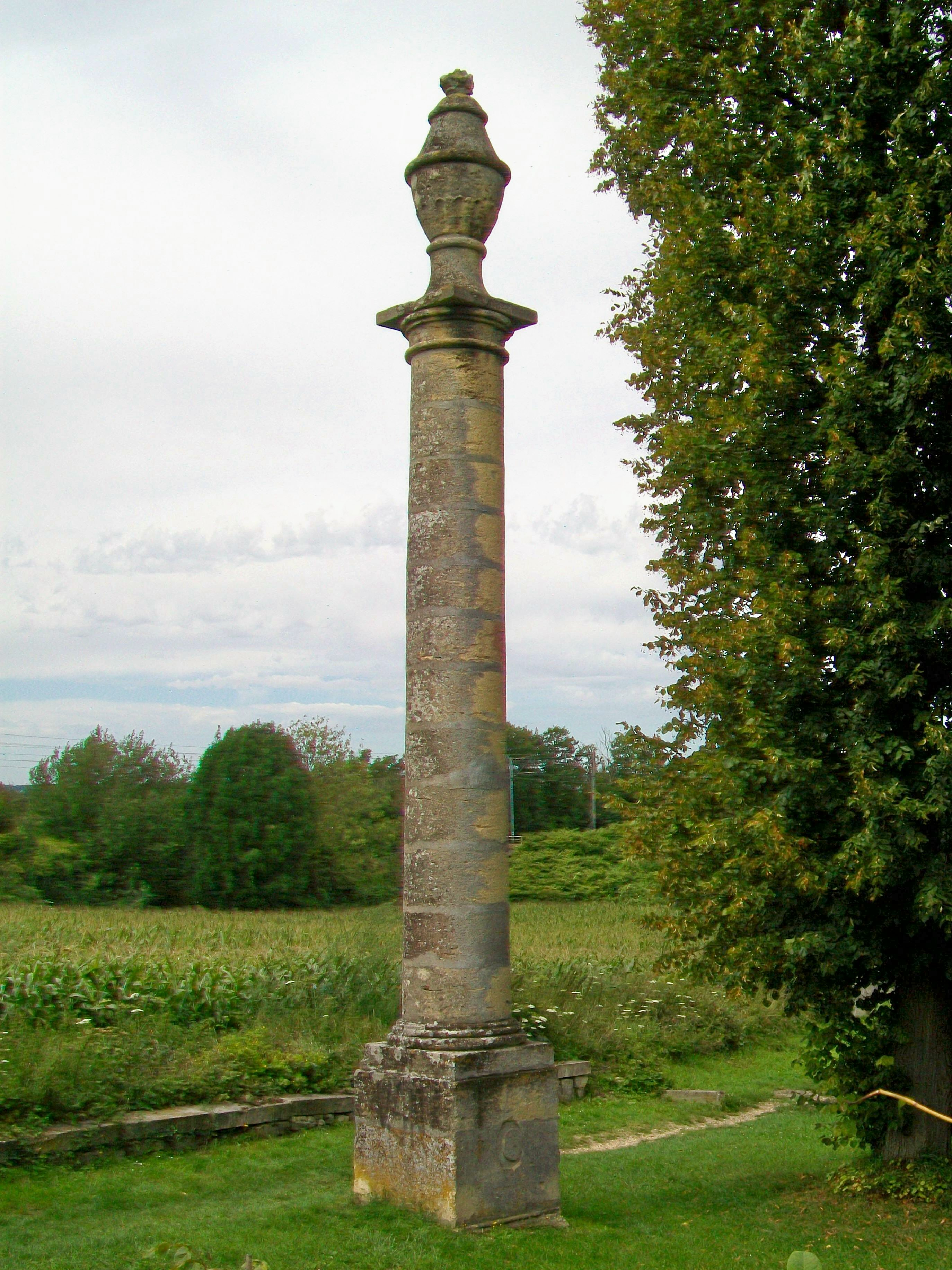
Colonne décorative à la limite ouest du village.
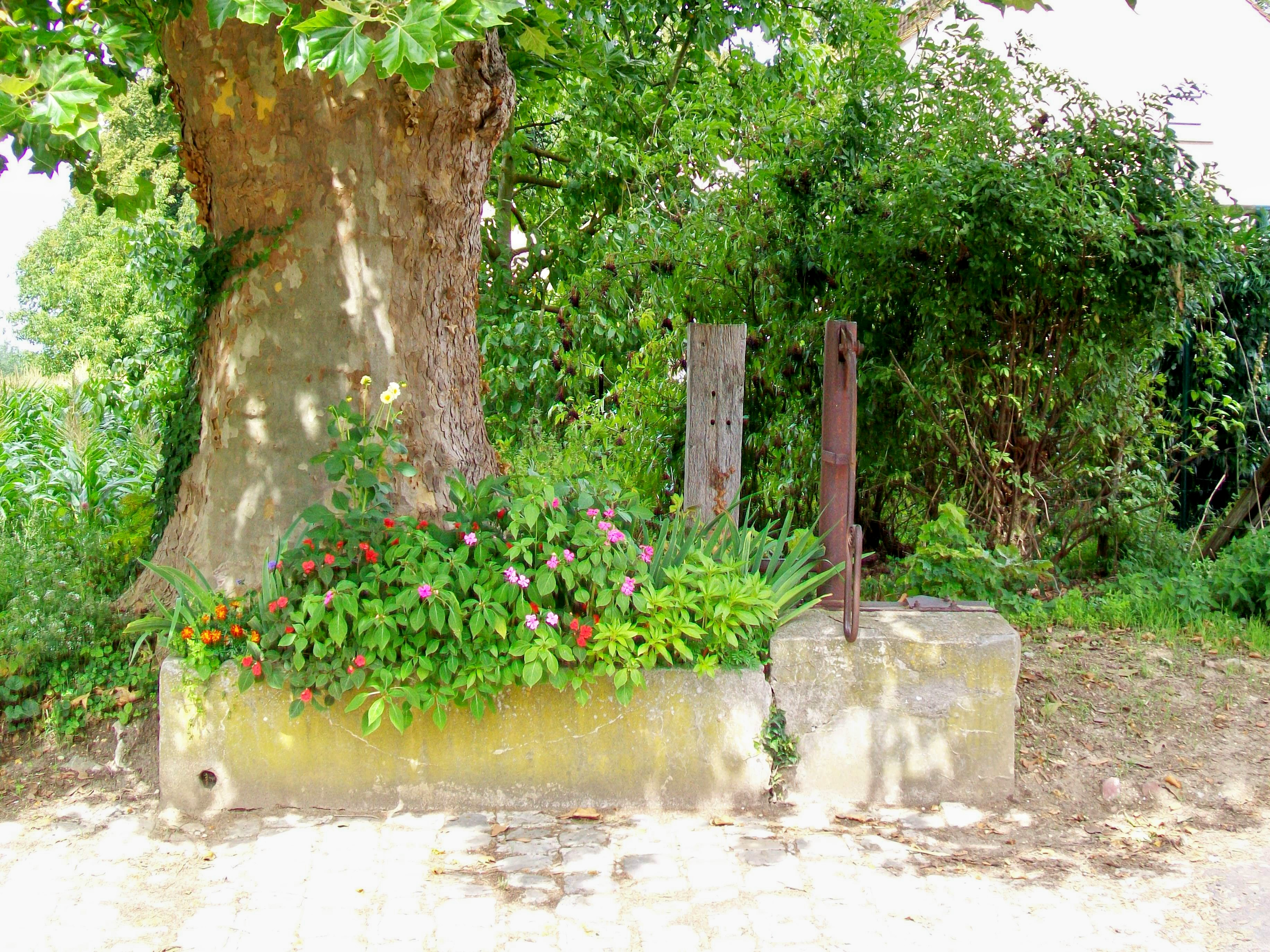
Ancienne fontaine, rue de Paris.
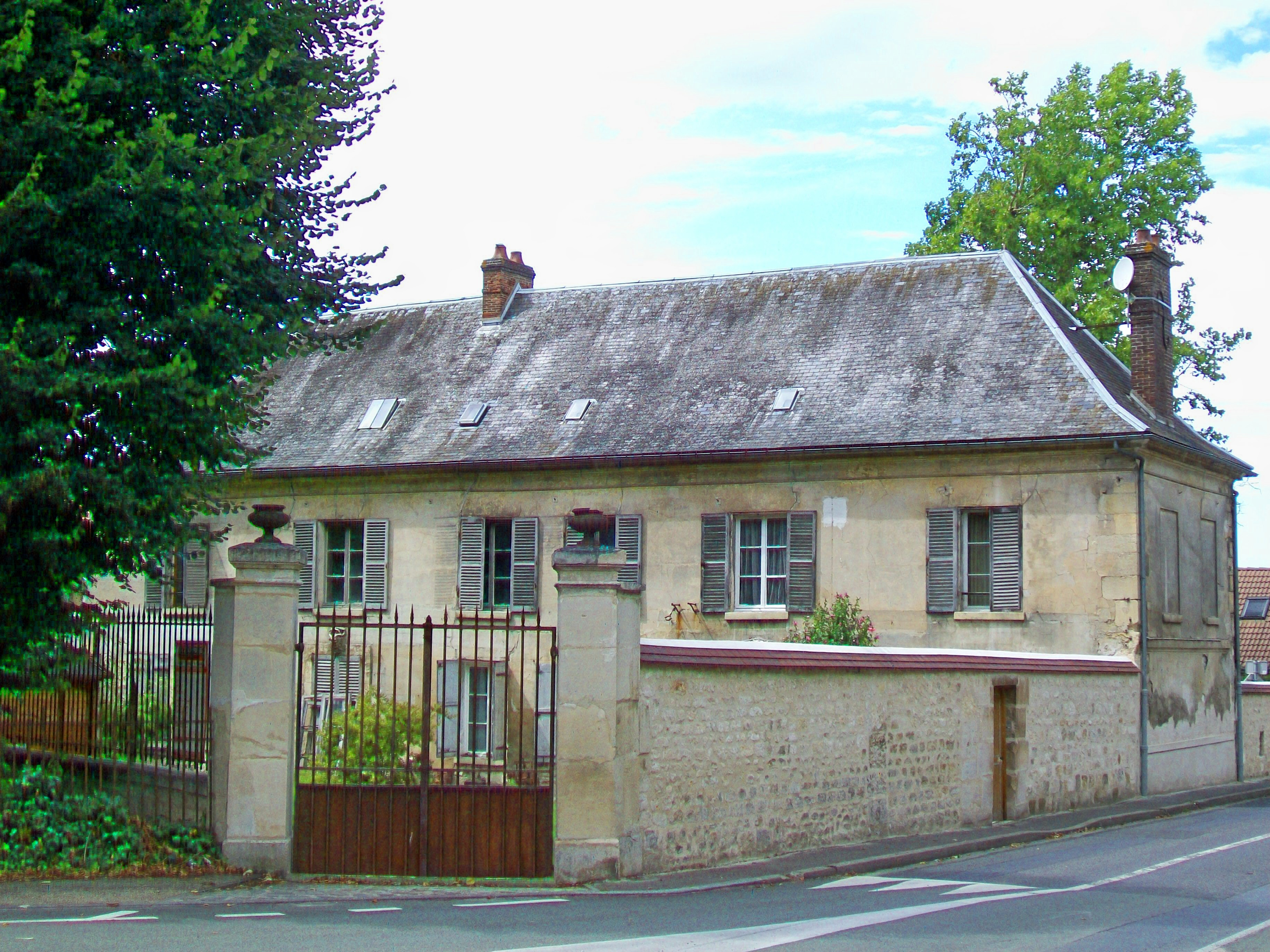
Vieille demeure, rue des Bohémies
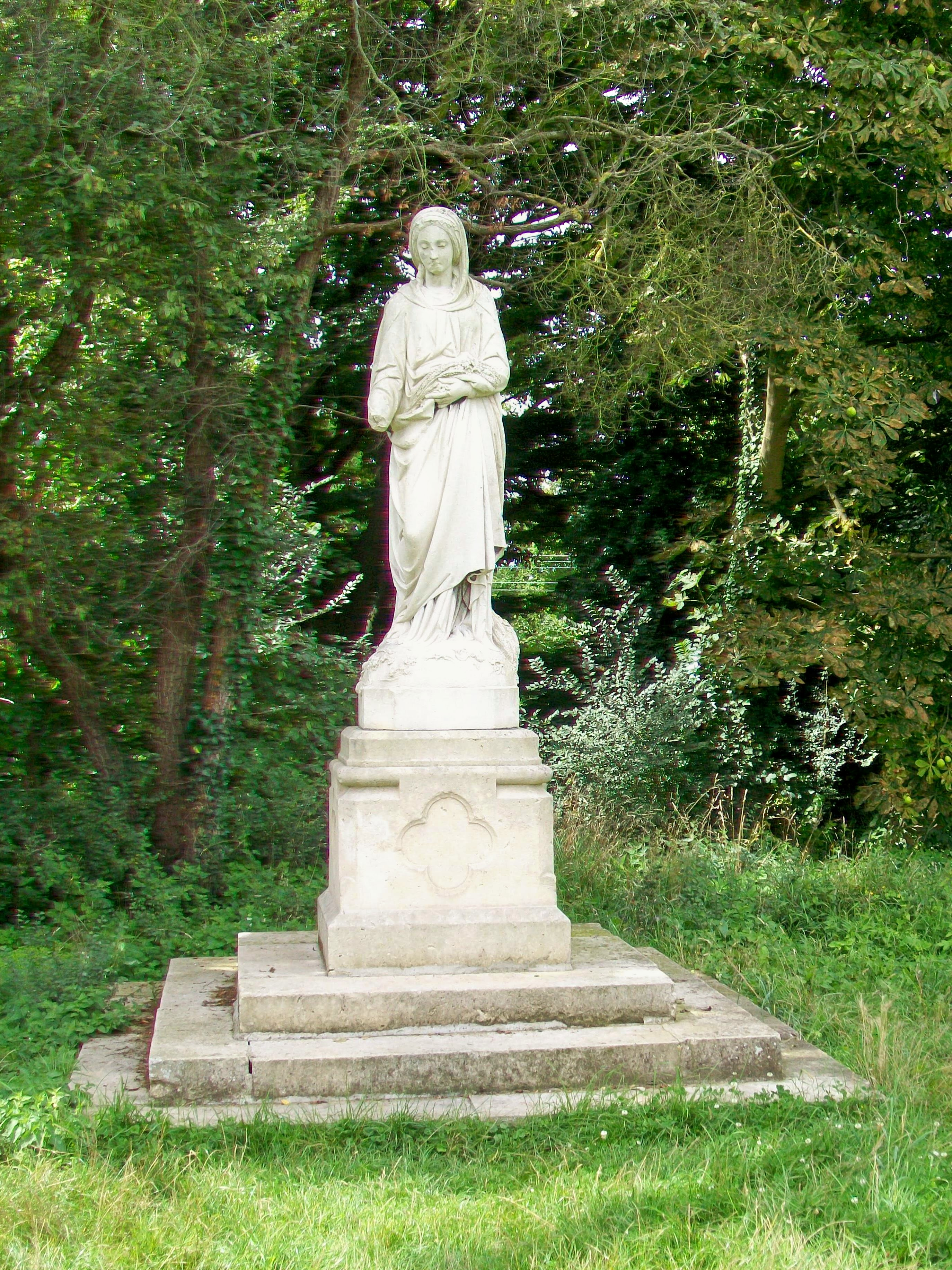
Statue de la Vierge, près de la voie ferrée.

### Personnalités liées à la commune
- Honoré de Balzac séjourna au château[réf. nécessaire].

Trois « frères Prévost » se sont illustrés dans le dessin botanique ; leur père Jacques était vigneron : 
- Jean-Jacques Prévost, baptisé le 1er juillet 1736,
- Guillaume, baptisé le 2 avril 1738, qui participa à l'expédition de La Pérouse avec son neveu, Jean-Louis Robert,
- Jean-Louis, baptisé le 25 septembre 1745.

### Héraldique
| Blason de Nointel (Val-d'Oise) | Blason  | Taillé d'azur à une étoile d'or soutenue de trois griffes d'argent, et de sinople à un obélisque d'or. |
| Blason de Nointel (Val-d'Oise) | Détails | |